# Lợn Táp Ná
Lợn Táp Ná là một giống lợn nội của Việt Nam, được hình thành từ lâu đời chủ yếu ở huyện Thông Nông, tỉnh Cao Bằng, chúng nguồn gen vật nuôi bản địa quý.

## Tổng quan
Do điều kiện địa lý, đồi núi cao hiểm trở, việc thông thương có nhiều hạn chế,người dân nuôi lợn ở vùng núi huyện Thông Nông, tỉnh Cao Bằng chỉ giao dịch mua bán lợn tại chợ Táp Ná do đó giống lợn nội Việt Nam này dần dần được người dân đặt tên là giống lợn Táp Ná. Ngoài nuôi phổ biến ở các bản làng hẻo lánh trên các vùng núi cao hiểm trở của huyện Thông Nông, tỉnh Cao Bằng. Lợn Táp Ná còn được nuôi ở một số vùng núi cao của một số huyện khác của tỉnh Cao Bằng và một số tỉnh lân cận thuộc vùng núi phía Bắc Việt Nam.

## Đặc điểm
Ngoại hình của giống lợn Táp Ná có nhiều nét tương tự như giống lợn Móng Cái nhưng có sự khác biệt rõ rệt. Lợn Táp Ná có màu sắc lông da rất đặc trưng là Lông và da đều đen, ngoại trừ 6 điểm trắng giữa trán, 4 cẳng chân và chóp đuôi, đặc biệt bụng của lợn Táp Ná có màu đen và không có dải yên ngựa màu trắng bắt qua vai như giống lợn, lợn Táp Ná có những điểm ngoại hình khác với các giống lợn nội khác khá rõ nét 
- Đầu lợn to vừa phải.
- Tai hơi rủ cúp xuống.
- Bụng tuy to nhưng không to bằng móng cái
- Bụng không bị sệ và võng xuống đó là nét đặc trưng cho giống lợn này
- Chân to, cao và chắc khoẻ như giống lợn Mẹo ở Nghệ An.
- Lưng tương đối thẳng.
- Mặt thẳng, mặt không nhăn nheo như lợn Ỉ.
- Lợn cái Táp Ná thường có từ 8 đến 12 vú, nhưng phổ biến nhất là 10 vú.
- Tuy tốc độ lớn chậm, nhưng thịt có mùi vị thơm ngon.
- Tầm vóc nhỏ và khối lượng thấp nên chúng thường được nuôi kéo dài đến 10 tháng tuổi mới giết thịt.

## Tập tính
Lợn rất dễ nuôi vì chúng phàm ăn, ăn khoẻ, ăn bất cứ loại thức ăn nào kể cả loại thức ăn mà hầu như không có chất dinh dưỡng, chống chịu bệnh tật rất tốt hầu như không bị bệnh kể cả nuôi trong điều kiện hoang vu, mất vệ sinh và dân trí hiểu biết về chăn nuôi lợn quá lạc hậu, không có sự xâm nhập của các giống lợn khác và đặc biệt chất lượng thịt thơm ngon, đã thực sự trở thành thịt lợn đặc sản. Tỷ lệ mắc bệnh chết của lợn nái và đực giống, lợn con từ sơ sinh đến cai sữa cũng như lợn trong giai đoạn nuôi vỗ béo khai thác thịt của giống Táp Ná nuôi tại huyện Thông Nông rất thấp, chỉ chiếm 3-4%. 

## Thực trạng
Giống lợn Táp Ná vẫn giữ được mức độ cao về thuần chủng, chưa bị lai tạp nhiều
với các giống lợn nội và ngoại khác, song bị cận huyết khá cao. Giống lợn Táp Ná đến nay vẫn giữ được độ thuần chủng nhất định là vì chúng được nuôi tại một vùng núi cao, nơi mà nền kinh tế còn kém phát triển, điều kiện địa lý xa xôi,núi non hiểm trở và đặc biệt hệ thống giao thông rất kém nên việc pha tạp với các giống lợn nhập ngoại và lợn nội khác của vùng đồng bằng hầu như không thể thực hiện được, giống lợn Táp Ná vẫn là nguồn cung cấp thịt lợn chủ yếu cho vùng núi cao hiểm trở nên lợn Táp Ná vẫn được duy trì nuôi và chưa bị tuyệt chủng.
Để đảm bảo công tác bảo tồn, khai thác và phát triển nguồn gen giống lợn Táp Ná, nhân
thuần giống là giải pháp quan trọng nhất. Muốn nhân thuần, tuyển chọn nguồn nguyên
liệu đảm bảo độ thuần chủng là điều đầu tiên là chọn giới tính đực và cái phù hợp để xây dựng ghép phối nhằm tăng nhanh số lượng với chất lượng tốt mà tránh được sự đồng
huyết.Nuôi giữ trên nhiều địa điểm và hình thức khác nhau tùy theo điều kiện để bảo tồn bền vững và khai thác phát triển có hiệu quả. Nên nhân giống tại huyện Thông Nông là thủy tổ ban đầu của giống lợn này.